# Малахбеков Раїмкуль Хадойназарович
Раїмкуль Худойназарович Малахбеков (тадж. Малахбеков Раимқул Худойназарович, нар. 16 серпня 1974) — російський боксер-любитель, срібний призер Олімпійських ігор 2000 року, бронзовий призер Олімпійських ігор 1996 року, дворазовий чемпіон світу та Європи, призер чемпіонатів Європи. Заслужений майстер спорту Росії з боксу.

## Біографія
Раїмкуль Малахамбеков народився 16 серпня 1974 року в місті Душанбе, Таджицької РСР. Інтерес до боксу спортсмену прищепили його брати, які також ходили на секцію. Там він познайомився зі своїм майбутнім тренером Циреном Балзановим, який після свого переїзду в Калмикію, запросив спортсмена до себе. У 1993 році, у віці 19 років, був змушений покинути Таджикистан, через громадянську війну, яка охопила країну. Спочатку жив у Москві, а згодом переїхав у місто до свого тренера Балзанова.
Вже у 1993 році представив Росію на чемпіонаті Європи та зумів стати чемпіоном у легшій ваговій категорії. У 1995 році дебютував на чемпіонатах світу. У першому поєдинку Малахбеков зустрівся з чинним олімпійським чемпіоном Хоелкм Касамайором. Після першого раунду він поступався лише одним очком 4-5, але другу трихвилинку спортсмен повністю провалив, поступаючись до кінця з рахунком 4-12. Але на останній раунд Малахбеков зумів зібратися та наздогнати суперника, за 20 секунд до завершення бою він поступався лише 4 очки. Йому вдалося вирвати перемогу з рахунком 17-16. В наступному раунді він легко перебоксував австралійця Джеймса Свона (8-0). Після цього здолав Андрія Гончара та Артура Мікаеляна, а у фіналі польського спортсмена Роберта Цібу, ставши чемпіоном світу.
1996 рік спортсмен почав з виступу на чемпіонаті Європи, що проходив у данському місті Вайле. Там у фіналі він поступився угорському боксеру Іштвану Ковачу, ставши срібним призером. Вдалі виступи дали Малахбекову можливість представити Росію на Олімпійських іграх в Атланті. Після впевнених трьох стартових перемог спортсмен зустрівся у півфіналі з кубинським боксером Арнальдо Месою. Бій закінчився з нічийним рахунком 14-14, але судді віддали перевагу його супернику, таким чином Малахбеков став бронзовим призером. 
У 1997 року він зумів захистити звання чемпіона світу, здобувши п'ять впевнених перемог. Наступного року став бронзовим призером чемпіонату Європи. Пропустив наступний чемпіонат світу, повернувшись у 2000 році на чемпіонаті Європи. Там він поступився у фіналі турецькому боксеру Агасі Мамедову. У статусі одного із лідерів збірної Росії поїхав на Олімпійські ігри 2000 року. Там, одержавши чотири впевнені перемоги, вийшовши у фінал. Його суперником став легендарний кубинський боксер-любитель Гільєрмо Рігондо. Малахбеков поступився йому з рахунком 12-18 та став срібним призером змагань. 
Свою боксерську кар'єру закінчив у 2002 році. Його останнім турніром став домашній чемпіонат Європи, який проходив у місті Перм. Там він виступив у напівлегкій вазі та став чемпіоном.

## Любительська кар'єра
Чемпіонат світу 1995 
- 1/16 фіналу. Переміг Хоеля Касамайора (Куба) — 17-16
- 1/8 фіналу. Переміг Джеймса Свона (Австралія) — 8-0
- 1/4 фіналу. Переміг Андрія Гончара (Україна) — 5-3
- 1/2 фіналу. Переміг Артура Мікаеляна (Вірменія) — 14-7
- Фіналу. Переміг Роберта Цібу (Польща) — 5-3

 Олімпійські ігри 1996 
- 1/16 фіналу. Переміг Хосе Котто (Пуерто-Рико) — 16-6
- 1/8 фіналу. Переміг Абделя Азіза Булегія (Алжир) — RSC
- 1/4 фіналу. Переміг Давааацерена Ямгана (Монголія) — 21-9
- 1/2 фіналу. Програв Арнальдо Месі (Куба) — 14-14

 Чемпіонат світу 1997 
- 1/16 фіналу. Переміг Тімофея Скрябіна (Молдова) — 11-5
- 1/8 фіналу. Переміг Яшанкулі Меретніязова (Туркменістан) — RSC
- 1/4 фіналу. Переміг Рашида Бутію (Франція) — 14-2
- 1/2 фіналу. Переміг Арама Рамазяна (Вірменія) — 16-3
- Фіналу. Переміг Вальдемара Фонта (Куба) — 18-6

 Олімпійські ігри 2000 
- 1/16 фіналу. Переміг Каферіно Лабарду (Аргентина) — RSC
- 1/8 фіналу. Переміг Теймураза Хурцілаву (Грузія) — 13-7
- 1/4 фіналу. Переміг Алішера Рахімова (Узбекистан) — 16-10
- 1/2 фіналу. Переміг Сергія Данильченко (Україна) — 15-10
- Фіналу. Програв Гільєрмо Рігондо (Куба) — 12-18